# Прокл Діадох
Про́кл Діадо́х (*8 лютого 412, Константинополь — †17 квітня 485, Афіни) — давньогрецький філософ-неоплатонік. Він завершує розвиток неоплатонізму і всієї античної філософії.
Про його життя відомо завдяки біографії, яку написав його учень Марін «Прокл, або про щастя». Навчався в Александрії, потім в Афінах у Плутарха Афінського і Сіріана. З 437 року очолював платонівську Академію замість Сіріана.

## Біографія
Прокл народився 8 лютого 412 р. н.е. (дата його народження виведена з гороскопу, складеного учнем, Марінусом) у Константинополі в сім'ї з високим соціальним статусом у Лікії (його батько Патріцій був високим юридичним чиновником, дуже важливим у цій юридичні системі Східної Римської імперії) і покликаний у Ксанфу. Він вивчав риторику, філософію та математику в Александрії, маючи намір займати судову посаду, як його батько. Перш ніж закінчити навчання, він повернувся до Константинополя, коли там був його ректор, його головний інструктор (Леона).
Прокл став успішним практикуючим юристом. Однак досвід практики права змусив його усвідомити, що він справді віддавав перевагу філософії. Він повернувся в Олександрію і почав рішуче вивчати твори Арістотеля під керівництвом Олімпіодора Старшого. У цей період він почав вивчати математику, а також з учителем на ім'я Герон (жодного стосунку до Герона Александрійського, який також був відомий як Герон). Будучи обдарованим студентом, він, врешті-решт, незадоволений рівнем філософських навчань, доступних в Олександрії, поїхав до Афін, найвидатнішого філософського центру того часу, у 431 р., щоб навчатися у неоплатонічного наступника знаменитої академії, заснованої 800 років раніше (у 387 р. до н. е.) Платоном; там його вчили Плутарх Афінський (не плутати з Плутархом з Херонії), Сіріан та Асклепігенея; він замінив на посаді главу Академії Сиріана, і, в свою чергу, після його смерті головою став Марінус із Неаполісу.
Він жив в Афінах, як вегетаріанський холостяк, щедрий до своїх друзів до кінця життя, за винятком добровільного однорічного заслання, яке було покликане зменшити тиск, який чинила на нього його політико-філософська діяльність, яка мало цінувалася християнськими правителями; він провів заслання, подорожуючи і посвячуючись у різні містерії. Він також пройшов інструктаж з "теургічного" неоплатонізму, що походить від Орфічного та Халдейського оракула. Його будинок був відкритий нещодавно в Афінах, під тротуаром вулиці Діонісіо Ареопагіта, на південь від Акрополя, навпроти театру Діоніса. Він був дуже відданий богині Афіні, яка, на його думку, керувала ним у ключові моменти його життя. Марінус повідомляє, що коли християни зняли статую богині з Парфенона, уві сні перед Проклом з’явилася прекрасна жінка і оголосила, що «Афінська дама» бажає залишитися в його будинку. Прокл помер у віці 73 років і був похований біля гори Лікавіт у гробниці. Повідомляється, що він писав 700 рядків щодня.

## Спадщина
Прокл залишив величезну літературну спадщину. Твори Прокла тісно пов'язані з його викладацькою діяльністю. Він склав коментарі до всіх 12 діалогів Платона, «Начал» Евкліда, склав коментар до Плотіна, вступ до філософії Арістотеля, коментар до трактату Порфирія «Про п'ять загальних понять», а також навчальний посібник з платонівської філософії.
Видатним теоретичним твором Прокла є «Богословське елементарне вчення». Твір складається з 211 тез, які викладають усю систему неоплатонізму: вчення про Єдине, про Розум, про Душу і про Космос. В праці «Про теологію Платона» розум розглядається як об'єкт мислення і як його суб'єкт. Метод коментування Платона у Прокла є подальшим розвитком методу Ямвліха. Проклу належить діалектична ідея тріадичності (тріада). В основі цього методу лежить вчення про те, що самий розвиток предмета тріадичний. По тріадах розвивається у Прокла все у світі богів і у світі живих істот, в космосі, у сфері філософії. У тріаді Прокл виділяє три моменти:
- — перебування у собі (причина, неподільна єдність, потенція);
- — вихід за свої межі (початок подільності, енергія);
- — повертання з іншого буття назад до себе, у неподільну єдність.

Тріадичному розділу піддається і Розум по різним ступеням:
- Розум уявний (перебування у собі, буття);
- Розум мислячий, Розум у звичайному сенсі;
- Повернення до себе, урочистість буття і мислення.

Тріадичний принцип зберігається у Прокла також і для 3-го моменту тріади, для світу Душі, обіймає душі божественні, демонічні й людські. Виходячи з думки Платона про те, що єдине розкривається у множині, а остання прагне до єдиного, Прокл визнавав три ступені розвитку всього існуючого: перебування, прямування вперед, повернення назад. Розвиток відбувається не шляхом перетворювання або поділу, а внаслідок повноти сил, завдяки чому одне створює інше, при цьому саме не змінюється.

## Вплив
Філософія Прокла здійснила величезний вплив на усю середньовічну філософію (частково завдяки Псевдо-Діонісію Ареопагіту) — на європейську, візантійську, арабську, а також на формування поглядів філософів Відродження: Миколи Кузанського, Джованні Піко делла Мірандола.
Тріада Розуму в Прокла нагадує (формально) тріаду Гегеля у німецькому класичному ідеалізмі.